# Округ Џерзи (Илиноис)
Округ Џерзи (енгл. Jersey County) је округ у америчкој савезној држави Илиноис.

## Демографија
По попису из 2010. године број становника је 22.985, што је 1.317 (6,1%) становника више него 2000. године.
| Група             | 2000.          | 2010.          |
| Белци             | 21.148 (97,6%) | 22.281 (96,9%) |
| Афроамериканци    | 114 (0,5%)     | 93 (0,4%)      |
| Азијати           | 55 (0,3%)      | 77 (0,3%)      |
| Хиспаноамериканци | 162 (0,7%)     | 222 (1,0%)     |
| Укупно            | 21.668         | 22.985         |